# Первісне суспільство

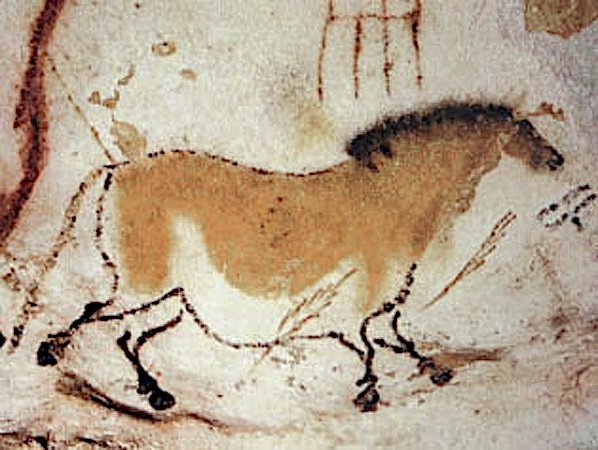
Наскельний живопис в печері Ласко (пізній палеоліт)

Первісний період— тривалий період в історії людства: від початкового етапу становлення людини та суспільства і до виникнення перших цивілізацій.
Період в історії людства до винаходу писемності, після чого з'являється можливість історичних досліджень. У різних народів цей процес відбувався в різні історичні терміни, а деякі народи живуть в умовах первісності досі. У сучасній науці прийнято розрізнювати власне первісну культуру, яка існувала до виникнення перших цивілізацій на Землі (кінець IV—початок III тис. до н. е.) і традиційну первісну культуру.

## Термінологія
Синонімом «доісторичного періоду» є термін «праісторії», який в українській літературі вживається рідше, ніж аналогічні терміни в зарубіжній літературі (англ. prehistory, нім. Urgeschichte).
Для позначення фінальної стадії доісторичної епохи будь-якої культури, коли сама вона ще не створила своєї писемності, але вже згадується в письмових пам'ятках інших народів, у зарубіжній літературі нерідко використовується термін «протоісторія» (англ. protohistory, нім. Vorgeschichte).
У марксизмі використовувався термін первіснообщинний лад, який означав найпершу суспільно-економічну формацію. На думку марксистів, всі члени суспільства в цей час перебували в однаковому відношенні до засобів виробництва, а спосіб отримання частки суспільного продукту, який вони називали «первісний комунізм», був єдиним для всіх. Від наступних за ним етапів суспільного розвитку первіснообщинний лад відрізнявся відсутністю приватної власності, класів і держави. Марксистська теорія розвитку первісного суспільства викладена в роботі Фрідріха Енгельса «Походження родини, приватної власності та держави».

## Загальна характеристика
Епосі первісності властиві такі особливості:
- відбувався антропогенез — біологічна еволюція людини, що завершилася, на думку різних вчених від 40 до 100 тисяч років тому, виникненням виду «людина розумна» (Homo sapiens), а також основних людських рас — надалі глибоких еволюційних змін в біологічній природі людини вже не відбувалося;

- йшло формування мислення (або інтелекту) людини, її мови — в подальші періоди вони лише розвивалися;

- людство розповсюдилося по всіх континентах;

- люди переходять до відтворювального господарства (від полювання і збиральництва до землеробства і скотарства)

- поряд з антропогенезом розвертається соціогенез — формування суспільних форм життя у вигляді родової, а потім родоплемінної організації;

- складаються перші світоглядні уявлення, ранні форми релігійних уявлень, міфологічних систем.

Серед цих найважливіших процесів, що заклали фундамент історії людства, стоїть і складання культури як специфічної сфери людського суспільства. Причому для ранніх етапів історії характерна єдність закономірностей, спільність виявів становлення культури у різних народів.
Специфічною рисою первісної культури був її синкретизм (нерозчлененість), коли ні форми свідомості, ні види діяльності, ні форми культури не відділялися і не протиставлялися один одному. Будь-який вид діяльності передбачав і містив в собі всі інші.
У первісному суспільстві в головному занятті людей — полюванні — були поєднані:
- технологічні прийоми виготовлення знарядь праці

- стихійні знання про звички тварин,

- соціальні зв'язки, що виражаються в формі полювання (індивідуальна, колективна),

- релігійні уявлення — магічні дії по забезпеченню успіху, які своєю чергою включали елементи художньої культури: пісні, танці, живопис.

Саме внаслідок такого синкретизму характеристика культури первісного суспільства передбачає цілісний розгляд явищ його матеріальної і духовної культури, чітке усвідомлення умовності такого розподілу.

## Археологічна класифікація
Лукрецій Кар у творі «Про природу речей» запропонував використовувати як критерій періодизації зміну знарядь праці, тобто заміну кам'яних знарядь мідними, а мідних залізними. Ж. Кондорсе (XVIII ст.) ввів поділ історії первісного суспільства за типами господарювання: мисливство та рибальство, скотарство, землеробство.
А. Фергюсон (XVIII ст.) як критерій періодизації висунув ступінь освоєння культури: дикість, варварство, цивілізація.
Теорії, що так чи інакше пояснюють історію первісного суспільства, з'явилися XIX ст. Поясненням цьому факту може служити відкриття та цілеспрямоване й планомірне дослідження реліктових суспільств. Й. Бахофен розвинув ідею про матріархат. У своїй праці «Материнське право» (1861) він науково обґрунтував існування в історії людства універсальної епохи високого становища жінки в суспільному житті, властивої всім без винятку народам у минулому. Причину розвитку первісного суспільства він бачив у зміні релігійних уявлень. У тому ж XIX ст. розпочалася класифікація первісних пам'яток матеріальної культури, що призвело до створення науково обґрунтованої археологічної періодизації, що підтвердила гіпотезу Лукреція Кара. Данський учений Х. Томсен ввів поняття трьох періодів: кам'яного, мідного і залізного. Французький вчений Г. Мортілье створив періодизацію палеоліту (давня кам'яна доба), а шведський вчений-археолог Оскар Монтеліус: неоліту (нова кам'яна доба), бронзової та ранньої залізної доби.
Усі системи періодизації по-своєму недосконалі. Існує чимало прикладів, коли кам'яні знаряддя палеолітичної або мезолітичної форми використовувалися у народів Далекого Сходу в XVI—XVII ст., при цьому в них існували родове суспільство і розвинені форми релігії, сім'ї. У наш час[коли?] вважається, що загальнолюдська періодизацію первісного ладу закінчується на мезоліті, коли культурний розвиток різко прискорився і протікав у різних народів різними темпами. При цьому культури, що існували одночасно, можуть перебувати на різних ступенях розвитку, у зв'язку з чим, наприклад, неолітичні культури можуть сусідити з культурами бронзової доби.
Найбільш розробленою є археологічна періодизація, в основі якої лежить зіставлення виготовлених людиною знарядь праці, їх матеріалів, форм жител, поховань і т. д. За цим принципом історія людства переважно поділяється на кам'яну добу, бронзову добу і залізну добу. Найбільша заслуга у створенні сучасної археологічної класифікації належить французькому вченому Г. Мортільє і його співвітчизникові А. Брейлю. Нижче наводиться загальноприйнята в наш час[коли?] археологічна періодизація основних етапів розвитку людства.
| Епоха | Період у Європі               | Періодизація | Характеристика | Види людини |
| --- | ----------------------------- | --- | --- | --- |
| Стародавня кам'яна доба або палеоліт — найдавніший та найдовший період в історії людства. Назва походить від грецьких слів palaios — стародавній та lithos — камінь. | 2,4 млн. — 10000 до н. е.     | Ранній палеоліт 2,4 млн. — 600000 до н. е. - Середній палеоліт 600.000 — 35.000 до н. е. - Пізній палеоліт 35000 — 10000 до н. е.             | Час мисливців і збирачів. Поява кремнієвих знарядь праці, які поступово ускладнюються. | Гоміниди, види: Homo habilis, Homo erectus, Homo sapiens präsapiens, Homo heidelbergensis, в середньому палеоліті Homo neanderthalensis і Homo sapiens. |
| Середньокам'яна доба або мезоліт | 12,000-7,000 до н.е           | | Бере початок у кінці плейстоцену в Європі. Мисливці та збирачі виготовляли знаряддя праці з каменю й кістки, а також винайшли лук та стріли. | Homo sapiens |
| Новокам'яна доба або неоліт | 7 тис. — поч. 4 тис. до н. е. | - Ранній неоліт - Середній неоліт - Пізній неоліт                                                                                             | Виникнення неоліту пов'язують з неолітичною революцією. З'являється кераміка (близько 12000 років тому), нові способи ведення господарства, землеробство, скотарство. Пізній неоліт нерідко переходить у наступний етап, мідну добу або енеоліт, без розриву в культурній спадкоємності. Останній характеризується другою виробничою революцією, найважливішою ознакою якої є поява металевих знарядь праці. | Homo sapiens |
| Бронзова доба | 3500 — 1200 до н. е.          | Рання історія | Розповсюдження металургії дозволило отримувати та обробляти метали: золото, мідь, бронзу. Перші письмові джерела в Передній Азії і Егеїді. | Homo sapiens |
| Залізна доба | починаючи з 1200 до н. е.     | - Рання історія бл. 800—500 до н. е. - Античність 500 до н. е.- 500 н. е. - Середньовіччя бл. 500 — до сер.17 ст. - Нова історія з сер.17 ст. | | Homo sapiens |

Археологічна класифікація, розкриваючи послідовні етапи еволюції знарядь праці, встановлює і основні стадії в розвитку продуктивних сил суспільства, що є необхідною умовою для створення періодизації історії первіснообщинного ладу. Однак, вона не може бути визначальною при періодизації історії первісного суспільства, бо не можна судити за знаряддями праці про характер суспільних відносин людей.

### Кам'яна доба.
Кам'яна доба — період в історії людства, під час якого знаряддя праці та зброя виготовлялася з каменю, дерева та кістки. Вона поділяється на три періоди:
- палеоліт — давня кам'яна доба, яка характеризується використанням кременевих знарядь праці, основні заняття — полювання та збиральництво.
- мезоліт — середня кам'яна доба, що тривала від 10 тис. до 7 тис. років до н. е.
- неоліт — нова кам'яна доба, характеризується появою людини сучасного типу, використанням винятково кременевих, кам'яних, кістяних знарядь праці, виготовлених з використанням техніки свердління, пиляння та шліфування; розповсюдженням кераміки, ткацтва (так звана неолітична революція). Тривала від 6 до 4 тис. років до н. е., період переходу від рибальства та полювання до землеробства й скотарства.

### Мідна доба.
Мідна доба, мідно-кам'яна доба, Калкола (грец. χαλκός «мідь» + грец. λίθος «камінь») або енеоліт (лат. aeneus "мідний «+ грец. λίθος» камінь ")) — період в історії первісного суспільства, перехідний період від кам'яної до бронзової доби. Приблизно охоплює період 4-3 тис. До н. е., але на деяких територіях існує і довше, а на деяких відсутній зовсім. Найчастіше енеоліт включають в бронзову добу, але іноді вважають і окремим періодом. За часів енеоліту були поширені мідні знаряддя, але переважали раніше кам'яні.

### Бронзова доба.

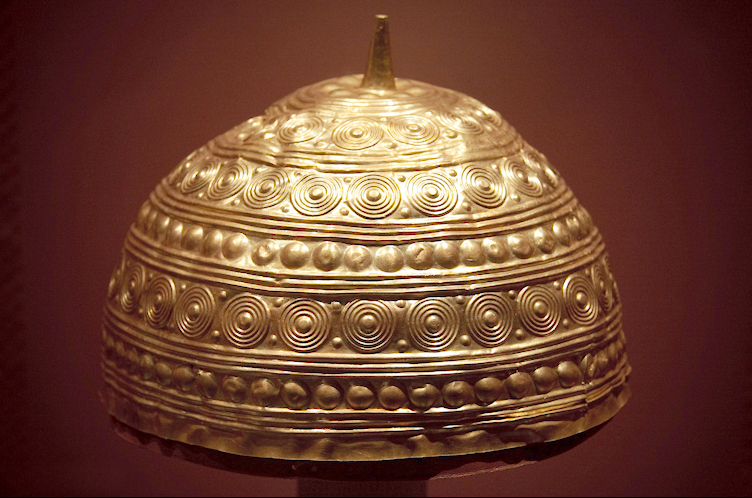
Золотий шолом, пізня бронзова доба. Культура Кастро.

Бронзова доба — період в історії первісного суспільства, що характеризується провідною роллю виробів з бронзи, що було пов'язано з поліпшенням обробки таких металів як мідь і олово, одержуваних з рудних родовищ, і наступним одержанням з них бронзи. Бронзова доба є другою, пізньою фазою епохи раннього металу, що змінила мідну добу і передувала залізній добі. В цілому, хронологічні рамки бронзового століття: 35/33 — 13/11 ст. до н. е., але у різних культур вони відрізняються. У Східному Середземномор'ї кінець бронзового століття пов'язаний з майже синхронним руйнуванням всіх місцевих цивілізацій на рубежі XIII—XII ст. до н. е., відомим як бронзовий колапс, тоді як на заході Європи перехід від бронзової до залізної доби затягується ще на кілька століть і завершується появою перших культур античності — античної Греції і Стародавнього Риму.
Періоди бронзової доби:
1. Рання бронзова доба
2. Середня бронзова доба
3. Пізня бронзова доба

### Залізна доба
Залізна доба — історичний період, який характеризується початком обробки заліза та виготовленням з нього зброї і знарядь праці. Починається з початку 1-го тис. до н. е. і продовжується до сьогодення.

## Основні етапи
Заслуга створення першої розгорнутої періодизації первісної історії належить Моргану Льюїсу. 1877 року Льюїс Морган запропонував періодизацію, критерієм якої слугує рівень розвитку продуктивних сил. Він розділив всю історію людства на три періоди: дикість;
варварство; цивілізація (або класове суспільство). Перші два періоди — дикість і варварство відносяться, по Моргану, до первіснообщинного ладу. Кожен період поділяється на нижчу, середню і вищу ступені відповідно до рівня матеріального виробництва. Період дикості відноситься до часу, коли люди жили суто полюванням і збиранням. Період варварства характеризується появою скотарства і землеробства.
Фрідріх Енгельс відтворив її в своїй праці «Походження сім'ї, приватної власності і держави», узагальнив періодизацію Моргана і ввів поділ на період привласнюючого господарства і такого, що сам створює, виготовляє. Енгельс разом з тим підкреслював, що вона залишається в силі лише «до тих пір, поки значне розширення матеріалу не змусить внести зміни».
У 40-ві роки XX століття радянські вчені розпочали створювати нову періодизацію історії первісного суспільства у зв'язку з тим, що схема Моргана застаріла. А. І. Першіц за основу періодизації бере еволюцію форм власності, Н. А. Бутінов — ступінь поділу праці у первісному суспільстві. Більшість вчених в основу періодизації кладуть розвиток форм суспільної організації первісних людей. С. П. Толстов в 1946 запропонував розділити первісне суспільство на такі періоди: первісне стадо, первісна община (материнський рід), військова демократія. П. П. Єфименко розрізняв періоди: первісне стадо, первісна громада неандертальців, первісна родова община. За М. О. Косвеном: 1) первісне стадо; 2) родовий лад, що підрозділяється на епохи матріархат і патріархат; 3) період військової демократії.

### Сучасна історіографія
У сучасній історіографії прийнято таку періодизацію:
1. первісне стадо;
2. материнський рід (матріархат), який був середнім етапом докласового формації;
3. патріархат, який може складатися з двох етапів:
  1. батьківський рід,
  2. сусідська община (епоха розкладання первіснообщинного ладу).

Особливість періоду патріархату полягає в тому, що батьківський рід не є універсально-історичною суспільною формою. Не всі первісні народи, що досягли класового суспільства, пережили цей етап. У тих випадках, коли сусідська община безпосередньо виростає з материнського роду, поняття «патріархат» і «сусідська община» збігаються.

### Первісне стадо
Первісне стадо — умовна назва людських суспільств, в яких жили первісні люди з моменту виділення людини із світу тварин й до формування родових общин (пізній палеоліт). Первісне стадо — непостійна спільнота, яка виникає й розпадається в залежності від зовнішніх обставин.
Перших людських істот учені назвали Homo habilis — людина вміла, тому що люди тієї доби навчилися обробляти каміння й робити з нього знаряддя праці (кам'яні рубила, скребачки, різці та ін.). Внаслідок цього розвинулася рука, людина почала пересуватися на двох кінцівках. Звідси й друга назва — Homo erectus — людина прямостояча.
Вижити поодинці в суворих умовах дикої природи було неможливо. Полювати, збирати їжу та відбиватися від хижих звірів значно легше колективом. Так виникає первісне людське стадо, що стало першою суспільною формою об'єднання людей. Від тваринного стада його відрізняло те, що члени стада допомагали один одному, споруджували сховища-житла, де переховувалися від холодів і негоди, виховували дітей та передавали їм життєвий досвід. Людина жила тепер у колективі, у якому для елементарного порозуміння необхідне спілкування. Археологічні знахідки свідчать про те, що провідним заняттям первісних людей було полювання на великих тварин. Воно («Полювання» за ред.Marina Gavrishko) більшою мірою, ніж збиральництво спонукало найдавніших людей удосконалювати знаряддя праці, сприяло згуртуванню первісного стада, його перетворенню на Homo sapiens.
Отже, у первісної людини розвивається мозок, і виникає мова як засіб спілкування. Таку людину вчені називають неандертальцем (термін походить від назви долини Неандер біля Дюссельдорфа в Німеччині, де вперше знайдено залишки людей подібної будови). На території сучасної України знайдено кістки десятьох неандертальців, що жили 50—100 тис. років тому.
Кіїк-Коба — печера за 25 км від Сімферополя. У 1924—1926 pp. тут знайдено залишки палеолітичної стоянки мустьєрської епохи. Це перша знахідка решток первісної людини (неандертальця) на території України.
Близько 100 тис. років тому, в Пізньому Плейстоцені, в житті первісних людей відбулися значні зміни. Відбулося нове значне похолодання клімату, і «на Європу насунувся великий льодовик», тобто розвинулася чергова холодна епоха, яка супроводжувалася значним розвитком покривних зледенінь. Навколишній світ, до якого люди пристосувалися, змінився. Замість слонів, гіпопотамів і тигрів з'явилися величезні мамути, печерні ведмеді, північні олені та інші пристосовані до холодів тварини. У цей час людям довелося вчитися виготовляти одяг, розпалювати вогнище, будувати житло. Помітно вдосконалилися кам'яні знаряддя праці: з'явилися ножеподібні пластини, списи-дротики зі спеціальними загостреними кінцями, вироби з кісток і рогу тварин.
Найбільшим досягненням дородового суспільства стало освоєння вогню.
Первісне стадо було першим етапом у розвитку людської цивілізації. Його найважливіші риси:
- рівність усіх членів суспільства;
- колективний характер праці;
- спільна власність на знаряддя та результати праці;
- низька продуктивність праці.

Перехід від середнього палеоліту до пізнього супроводжувався корінною перебудовою структури найдавніших людських общин: первісне стадо трансформувалося в родоплемінну організацію. Рід (спочатку материнський рід, а пізніше і батьківський рід) був общиною — колективом кровних родичів, між якими категорично заборонялися шлюбні відносини. Рід жив і трудився спільно, мав спільне майно. Склалися різноманітні соціальні зв'язки.

### Матріархат
Матріархат — термін, уживаний для позначення материнського роду, першої універсальної стадії в історії людства, яка настає безпосередньо за епохою первісного стада. Охоплює період від верхнього палеоліту до розвинутого неоліту. Характеризується домінуючим становищем жінки в суспільстві, матрілінійністю (по материнській лінії) спадкування майна. Основний господарський колектив — материнська родова община. Суспільство має характер дуально-родової організації, яка об'єднує шлюбними відносинами два екзогамних матрілінійних роди. Шлюб має форму групового, який з часом переходить в парний шлюб з роздільним (дислокальним) проживанням подружжя. На пізніших етапах розвитку матріархату переходить в парний шлюб з матрілокальним шлюбним поселенням (поширена в давнину при матріархаті форма шлюбного поселення, за якою чоловік переходить на проживання в родову общину дружини). Матрілокальність' — перша форма спільного проживання шлюбної пари.

### Патріархат
Патріархат (від грец. πατήρ — батько і ἀρχή — початок, влада) — останній період первіснообщинного ладу, наступний за матріархатом; форма родової організації первіснообщинного ладу, що характеризується провідною роллю чоловіка в суспільному виробництві (полювання, рибальство, скотарство та інші важливі для існування колективу роботи) і соціального життя родової общини (управління її справами, регулювання відносин її членів, відправлення релігійних обрядів). Патріархату властиві патрілокальність (прихід жінок у сім'ї родових общин) і патрілінійність (батьківський рахунок спорідненості). Сучасна наука розрізняє ранній патріархат, оснований на парній сім'ї, і пізній патріархат, в якому здійснився перехід від парної сім'ї до моногамії.
У період патріархату первісне суспільство вступило у період розкладу: зміцнювалась патріархальна сім'я, поглиблювалася майнова нерівність общинників, з'являлись багаті і бідні, виникала приватна власність, а з нею почали зароджуватися класи. У деяких країнах вже в період енеоліту виникають найдавніші рабовласницькі держави, але на більшості території зберігався ще первіснообщинний лад.

## Влада і соціальні норми у первісному суспільстві
Для цього періоду існування людства характерна відсутність політичної влади та державних інститутів. Соціальні норми в цей період мають характер звичаїв, традицій, обрядів і табу.
Члени первісного суспільства були рівні, вони не поділялися на керуючих та керованих, тому політична влада була відсутня. Однак владні інститути все-таки існували: члени первісного суспільства підпорядковувалися старійшинам, вождям, проте це підпорядкування було засновано на авторитеті цих людей, підкріпленим можливістю силового впливу на тих, хто відмовився підкорятися .
Життя в первісному суспільстві (видобуток їжі, шлюбно-сімейні та інші відносини між людьми) не було хаотичним, воно підпорядковувалося певним звичаям і традиціям, в яких закріплювалися ритуали, обряди, табу (заборони вчиняти певні дії) та інші правила поведінки людей в певних життєвих ситуаціях .
Ці норми, як правило, виконувалися добровільно: за звичкою, в рамках наслідування іншим членам товариства або в силу їхньої корисності. Тим не менше, порушення цих норм могло спричинити покарання, аж до вигнання з общини (яке практично неминуче призводило до смерті вигнаного) .
У науці питання про те, чи можна вважати ці соціальні норми правом або протоправом, є дискусійним.

## Релігійні погляди
Релігійні погляди людства почали виникати на відносно зрілому етапі його розвитку, коли набула розвитку здатність до абстрактного мислення. Людина була безсилою в боротьбі з невідомими і незрозумілими для неї силами навколишньої природи. Зароджуються релігійні вірування. Творчі здібності людини знайшли вихід у таких ранніх формах релігії, як тотемізм, фетишизм і магія. У первісну добу вони ще не складали єдиної системи. Залежно від умов проживання, кліматичних, ландшафтних особливостей ареалу, де існувала первісна спільнота, тваринного і людського оточення, що час від часу зазнавали змін, змінювалися й притаманні людині релігійні уявлення. Значною мірою ці зміни були зумовлені й розвитком людського мислення.

## Культура первісного суспільства
Походження культури безпосередньо пов'язане з походженням людства. Протягом тисячоліть відбувався вкрай повільний, але надзвичайно важливий для подальшої культурної еволюції процес обмеження біологічних інстинктів первісної людини, що був пов'язаний із формуванням норм поведінки, обов'язкових для кожного члена первісного стада. Поєднання матеріального й духовного факторів у житті первісного суспільства й стало початком зародження культури, як синкретичного явища, що невід'ємно пов'язує людські почуття, волю, інтелект з оточуючим природним середовищем. Поступово матеріальна культура первісного суспільства розвивалася й вдосконалювалася (знаряддя праці: різці, голки, сокира, лук, стріли), але найбільшого успіху людство досягло у сфері облаштування соціальних відносин, насамперед, приборканні тваринного начала в первісному стаді в цілому і в кожному з його членів зокрема трипільська культура.
ХІХ та початок ХХ століття інколи називають часом археологічних відкриттів. Саме тоді Г.Шліманн розкопав Трою, Мікени, Тірінф, А.Еванс виявив залишки палацової держави, яку назвав мінойською, а також записів (лінійне письмо А і Б). В Україні теж було зроблено багато досліджень, і особливу увагу привернули до себе роботи В.Хвойки, який з 1893 року проводив розкопи в Києві на вулиці Кирилівській, і ці знахідки були відмінні від знайдених раніше. Незабаром у 1896 році В.Хвойка проводить розкопи і в селі Трипілля, де виявляє пам'ятки тієї ж культури, що й знайдена ним у Києві. Звідти, від назви села, і пішла назва культури — трипільська.
Величезний інтерес до знахідок проявили такі історики, як Е.Штерн (1901—1902 р. — розкопав пам'ятки аналогічного характеру), В. Б. Антонович і Хв. Вовк. Пізніше, у радянський час, цю культуру досліджували такі вчені, як Т.Пассек, С.Бібіков, Є.Черниш, В.Маркевич, В.Збенович, В. Круц, Т. Мовша, М. Шмаглій, О. Цвек та досліджувалась вже переважно територія Румунії і західної України, де, за думкою цих учених, ця культура зароджувалась.
У наш час трипільську культуру досліджують такі вчені, як Н.Бурдо, М. Відейко, О. Корвін-Піотровський, Е. Овчинников, С. Рижов та Л.Кульчицька.
Існують різні думки щодо походження трипільської культури. За В.Хвойкою, наприклад, це було автохтонне населення (предки слов'ян), яке жило на території Середньої Наддніпрянщини. Чи є така думка абсолютно вірною? Адже автохтонна культура, яка існувала до трипільської, була відкрита лише у 40-50х роках ХХ століття українським археологом В.Даниленком, і лише тоді стало можливим говорити про її спорідненість з трипільською. Крім того, за П.Третьяковим, прослов'яни у IV—III тисячоліттях до н. е. існували на північніших землях. Тому, напевно, гіпотеза В.Маркевича та В.Даниленка, за якою місцеві племена дністровського варіанту буго-дністровської культури були швидко асимільовані боянськими (балкано-дунайськими) прийшлими племенами, і трипільська культура — не що інше, як синтез цих двох культур, здається ймовірнішою. Внесок до цієї теорії зробив і В.Збенович, який приєднався до думки своїх попередників, але доводив відсутність впливу буго-дністровської культури, що також цілком можливо. До того ж пам'ятки бугодністровської культури відсутні на Буковині та у Трансильванії, де відкрито найдавніші поселення культурного комплексу Прекукутень-Трипілля А. А на Південному Бузі трипільці з'являються лише через 200—400 років після формування своєї культури..

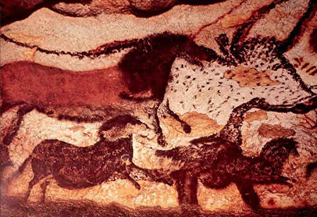
Печера Ласко
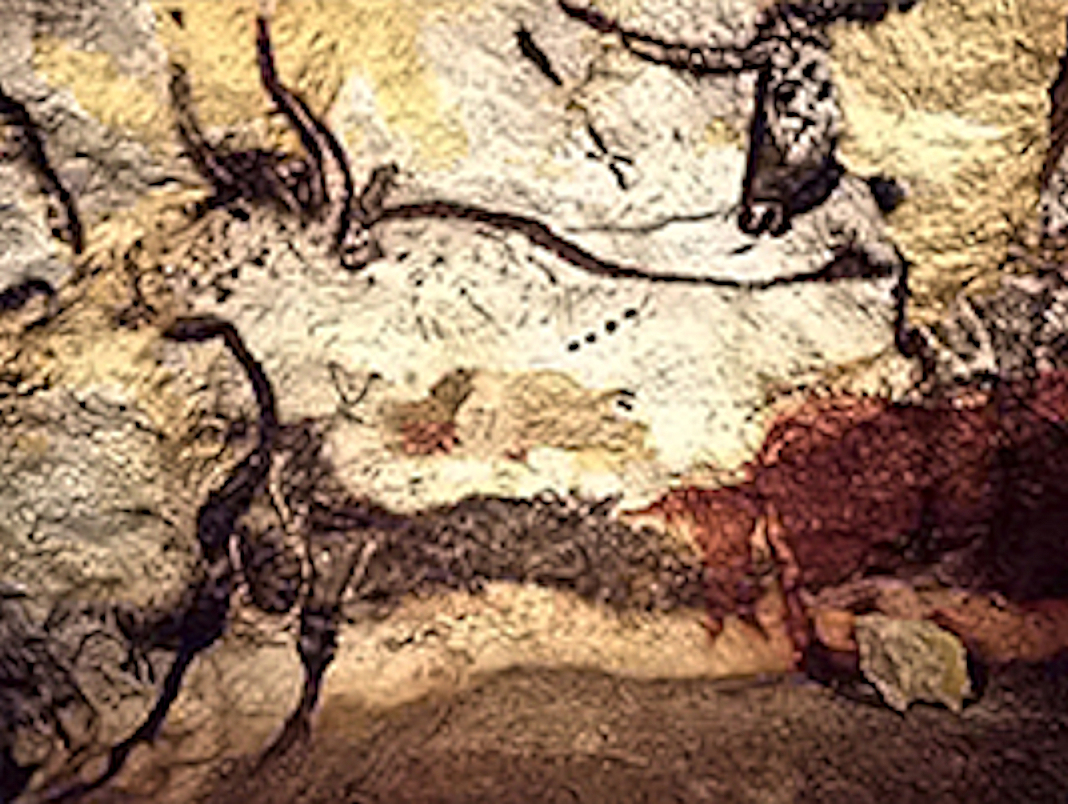
Печера Ласко
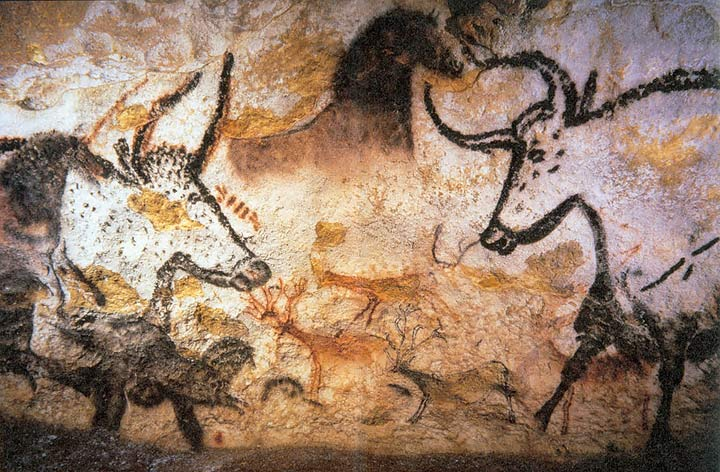
Печера Ласко
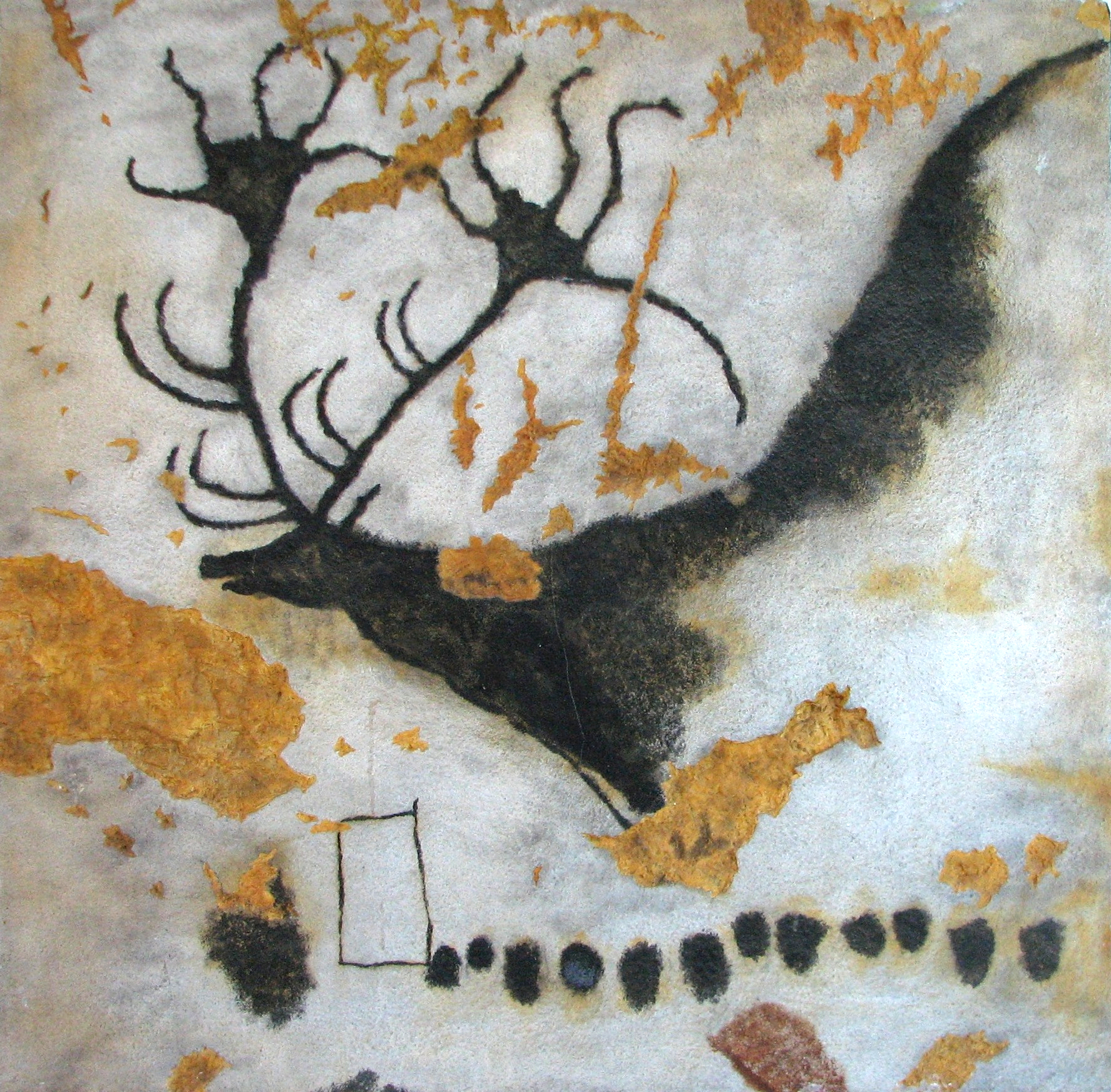
Печера Ласко
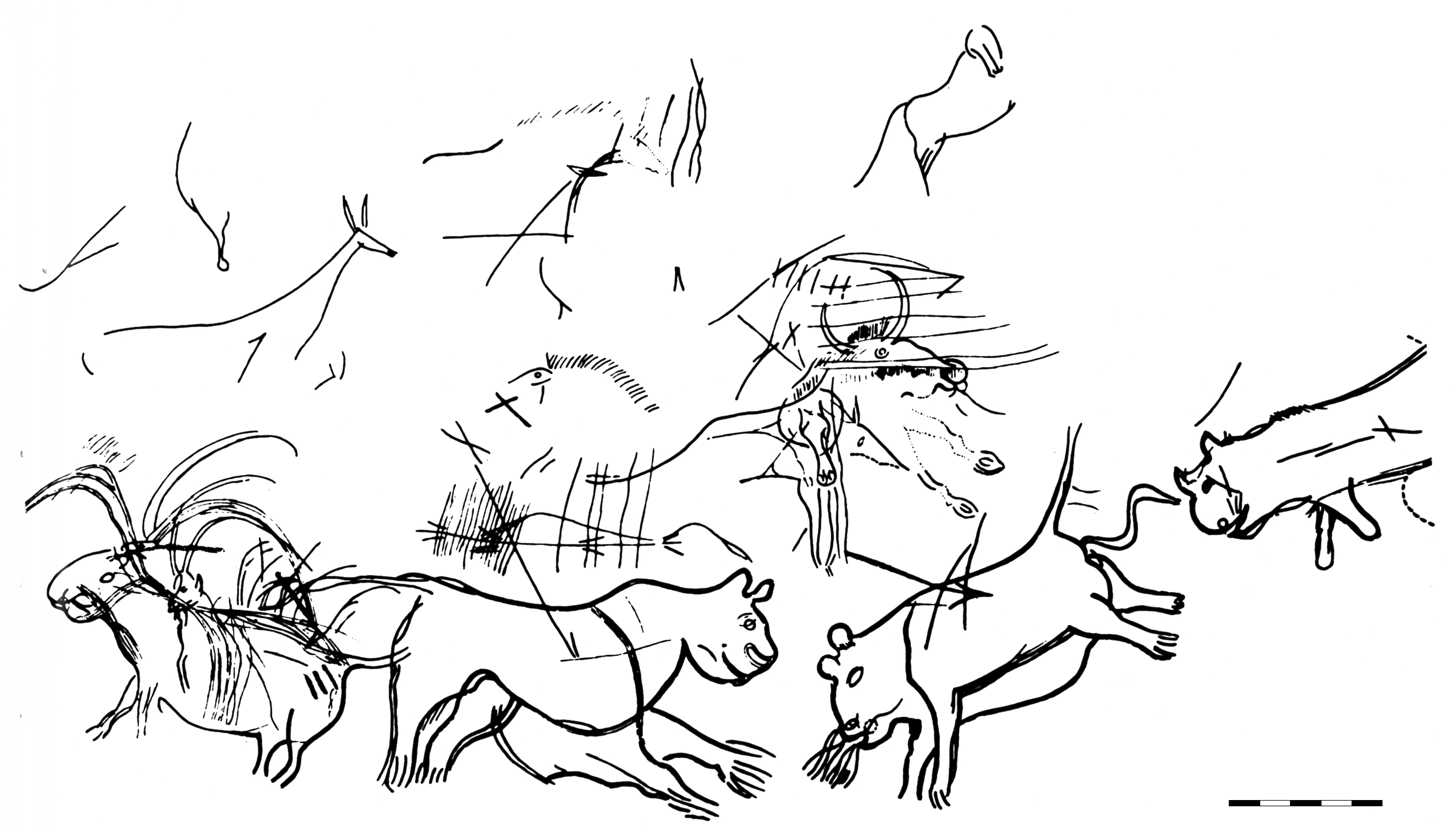
Печера Ласко. Сцена у «котячому лазі»
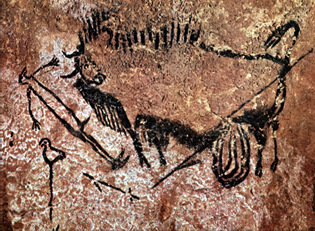
Печера Ласко. Зображення людини і бізона в «шахті»
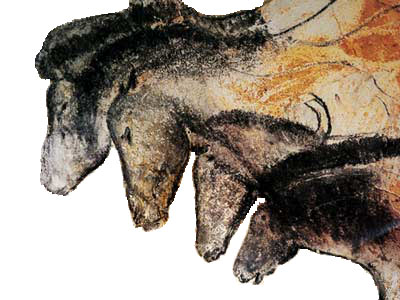
Печера Шове
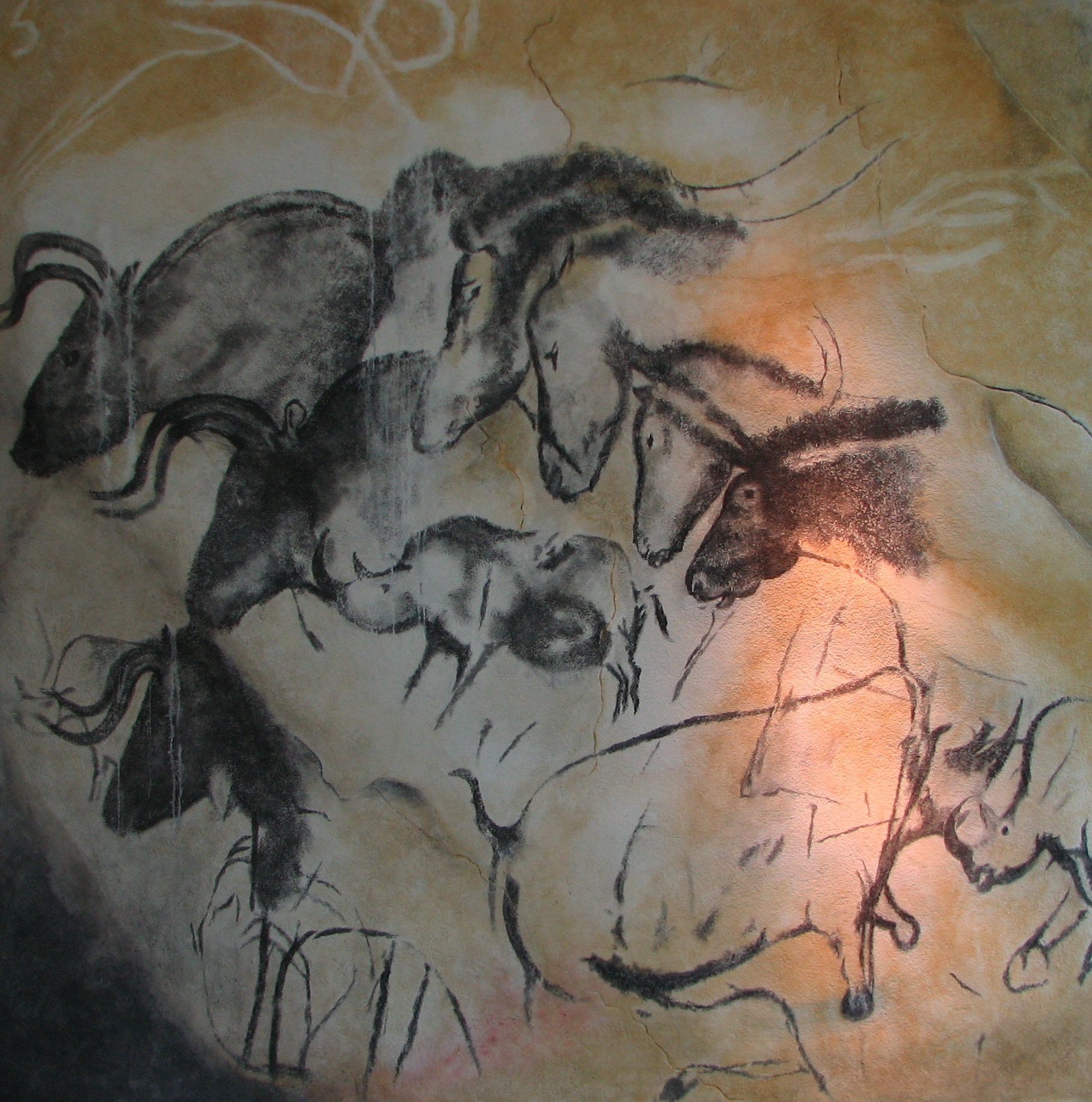
Печера Шове. Тарпани, носороги й тури
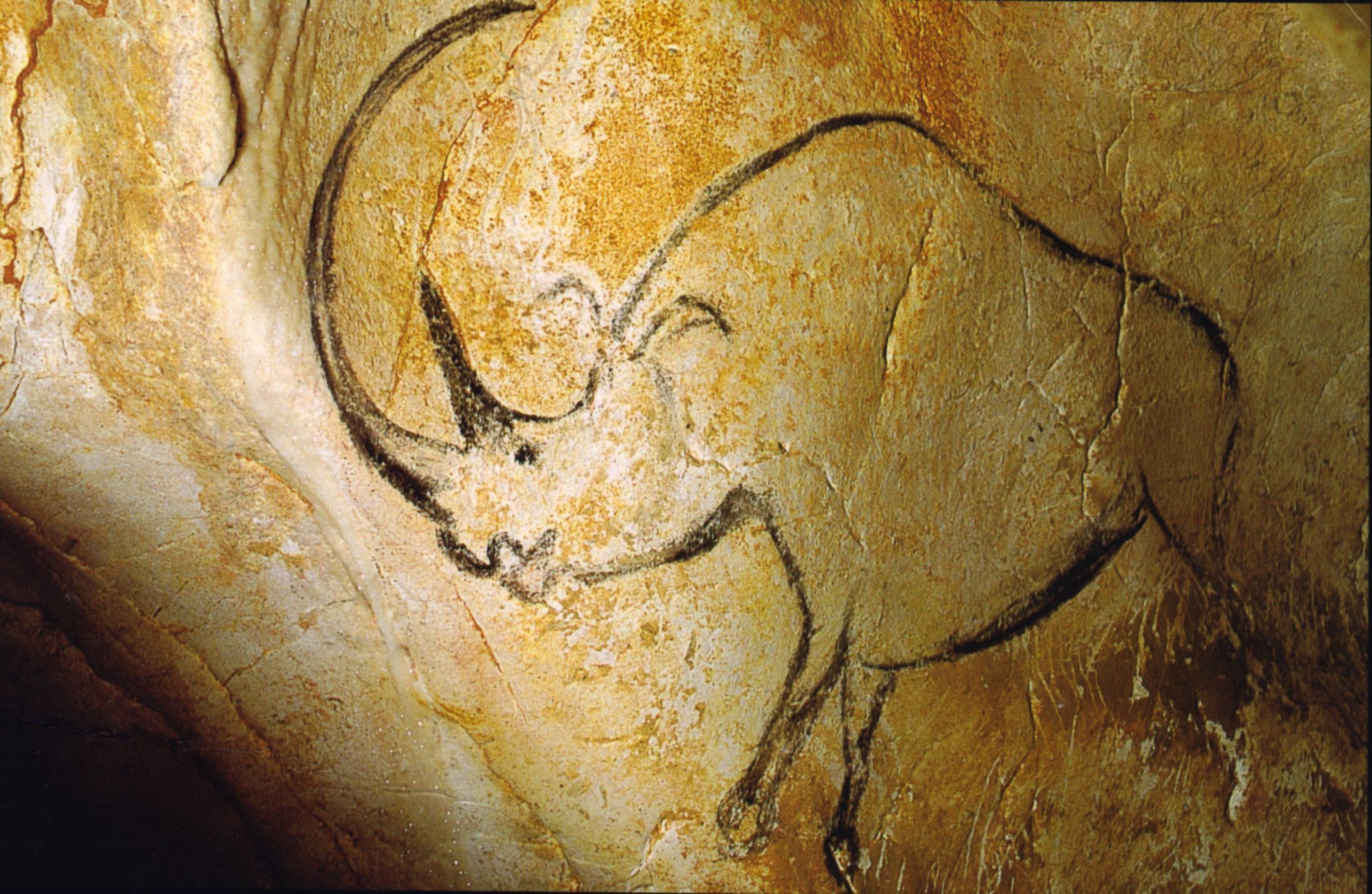
Печера Шове. Носоріг
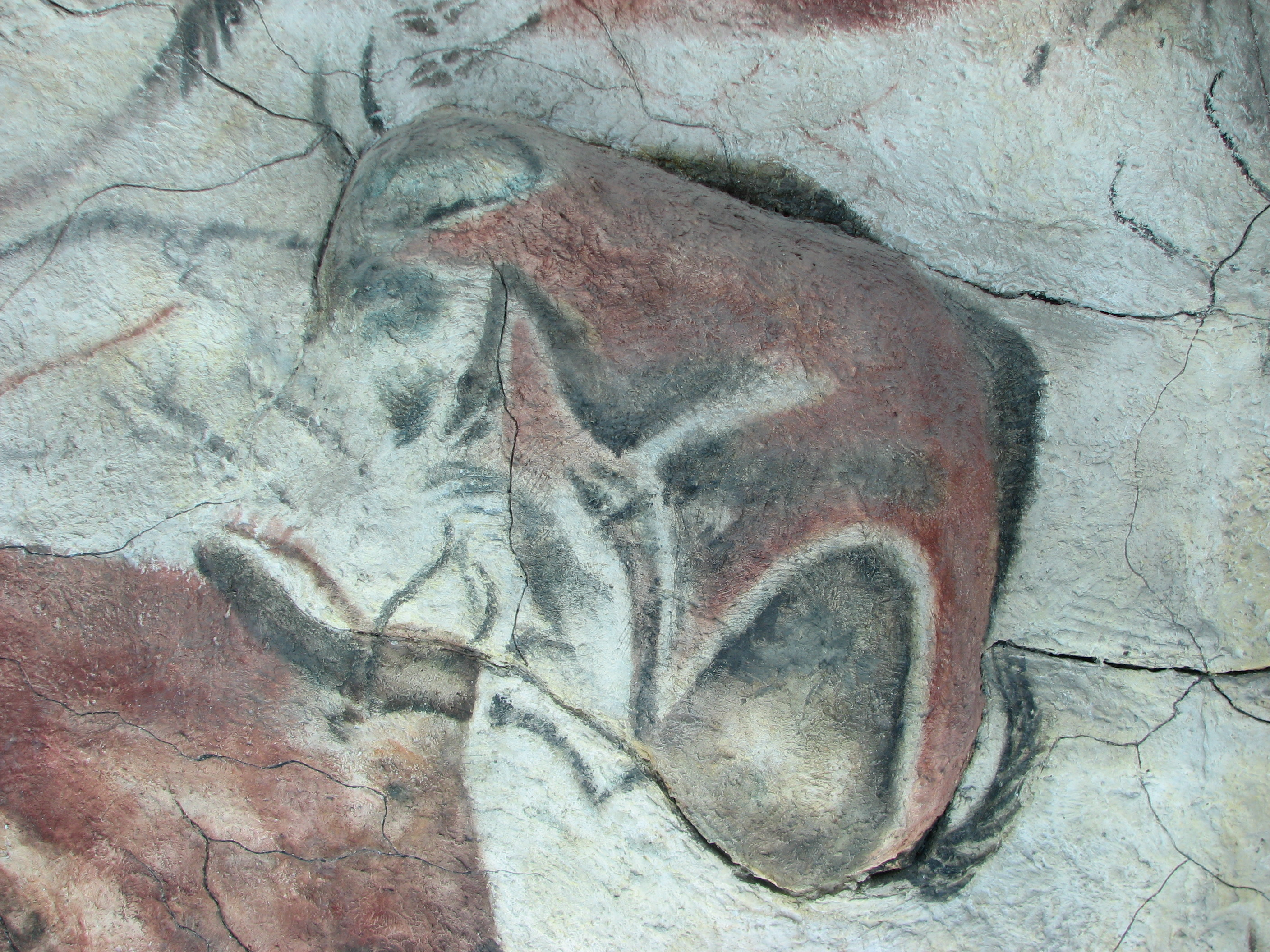
Альтаміра. Бізон
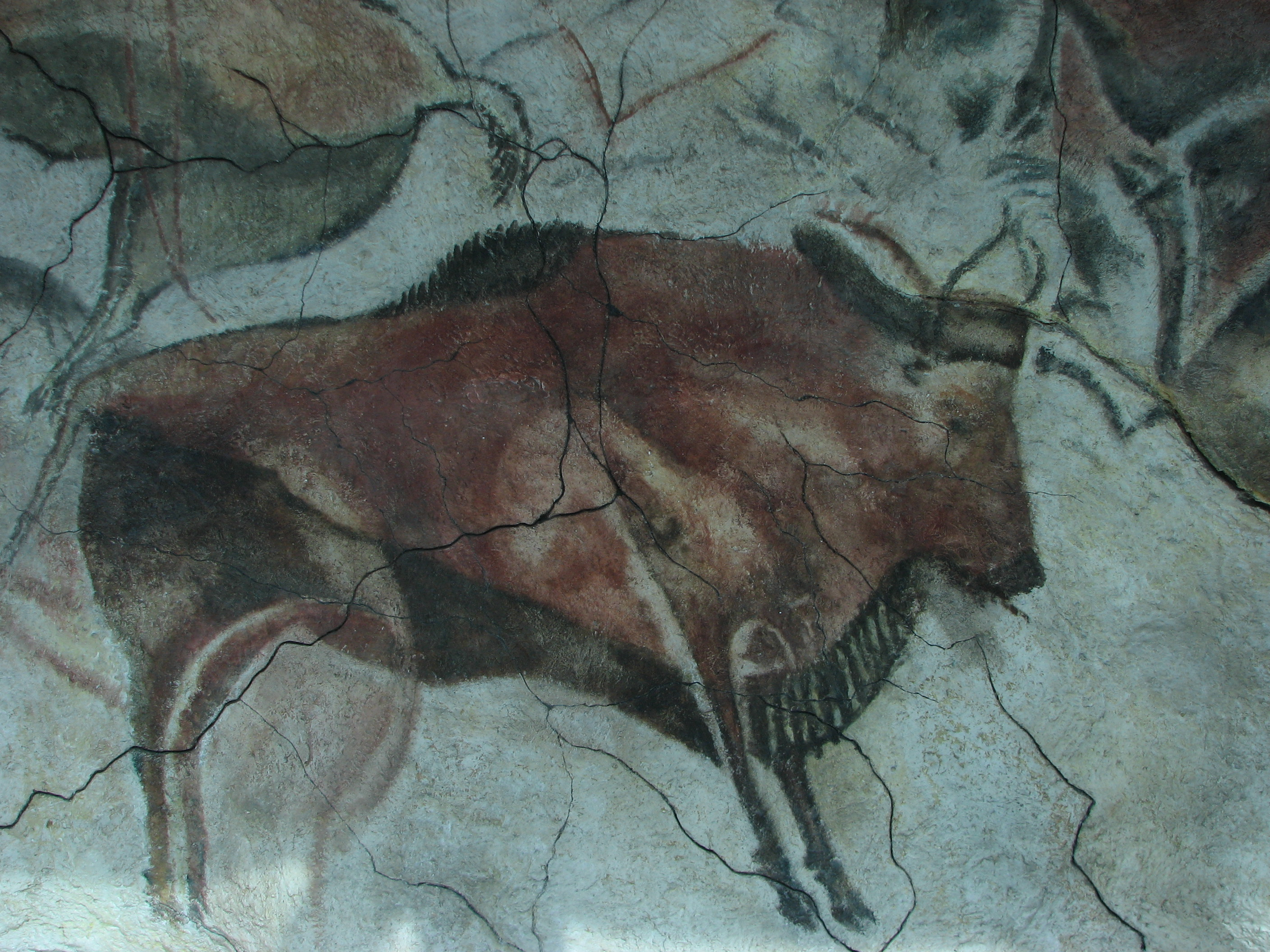
Альтаміра. Бізон
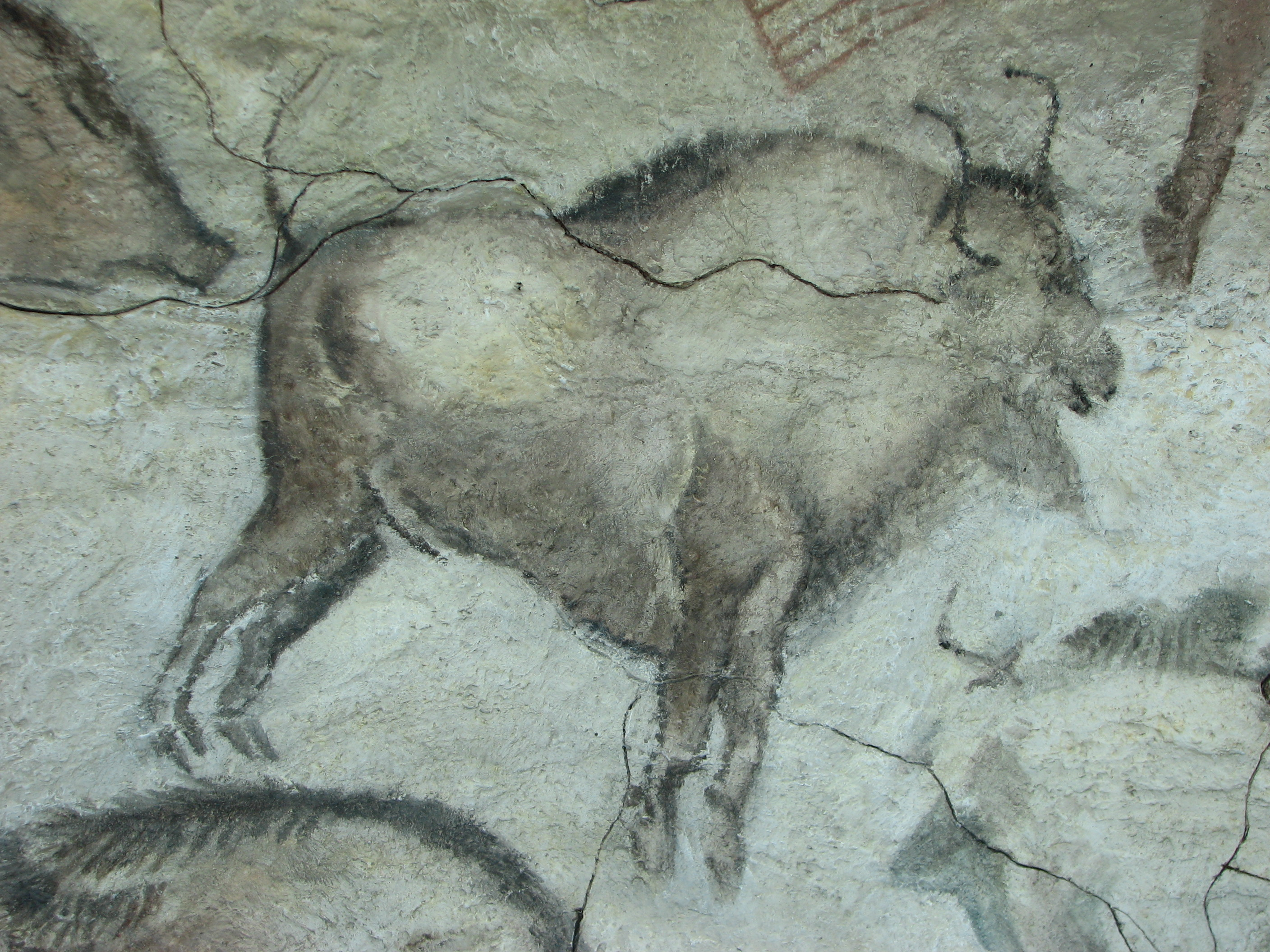
Альтаміра. Бізон
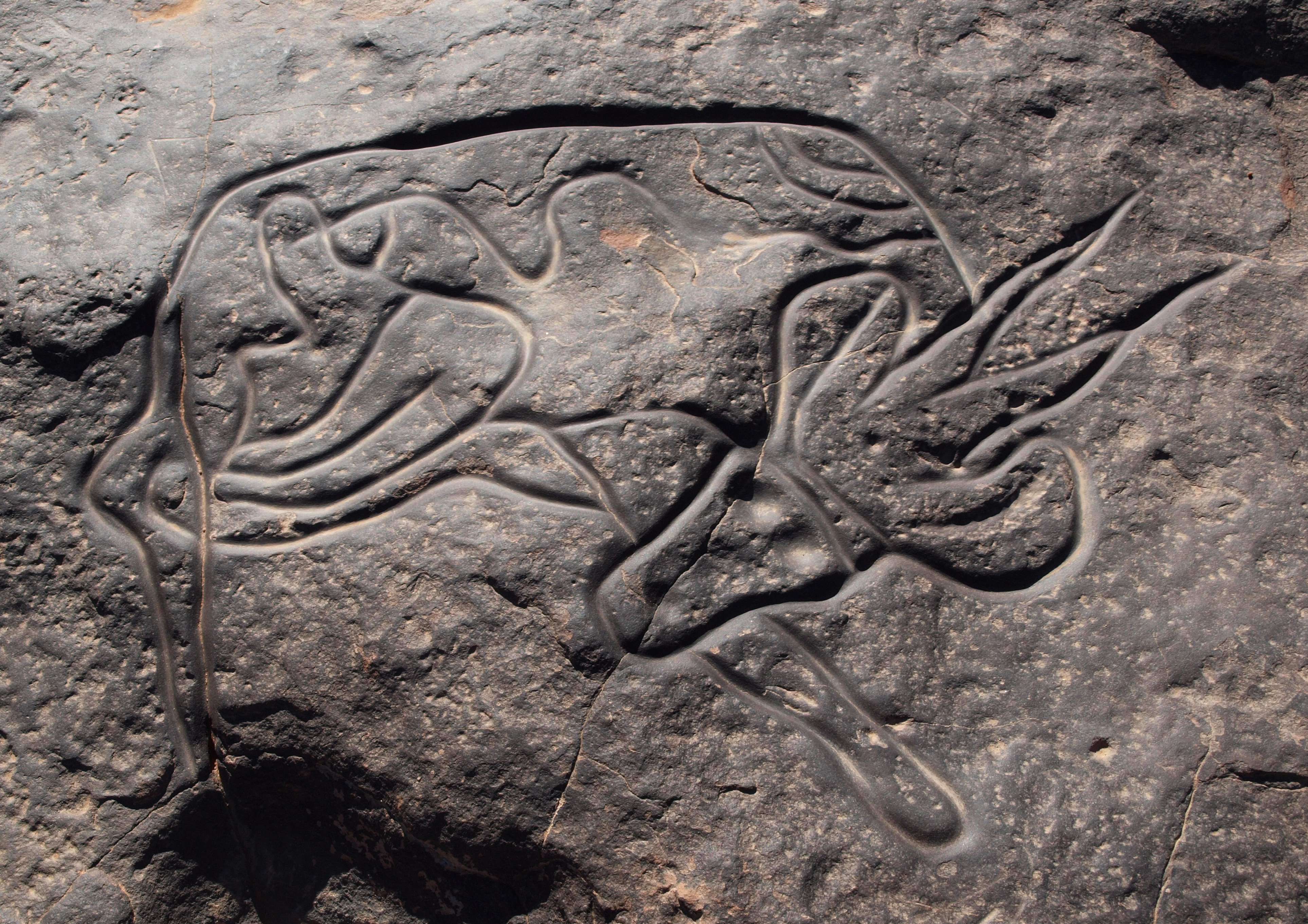
Петрогліф. Антилопа або газель. Алжир